# Schnellpost-Polka
Die Schnellpost-Polka ist eine Polka von Johann Strauss (Sohn) (op. 159). Das Werk wurde am 27. November 1854 in Schwenders Casino in Wien erstmals aufgeführt.